# Jacobus Johannes van Ronzelen

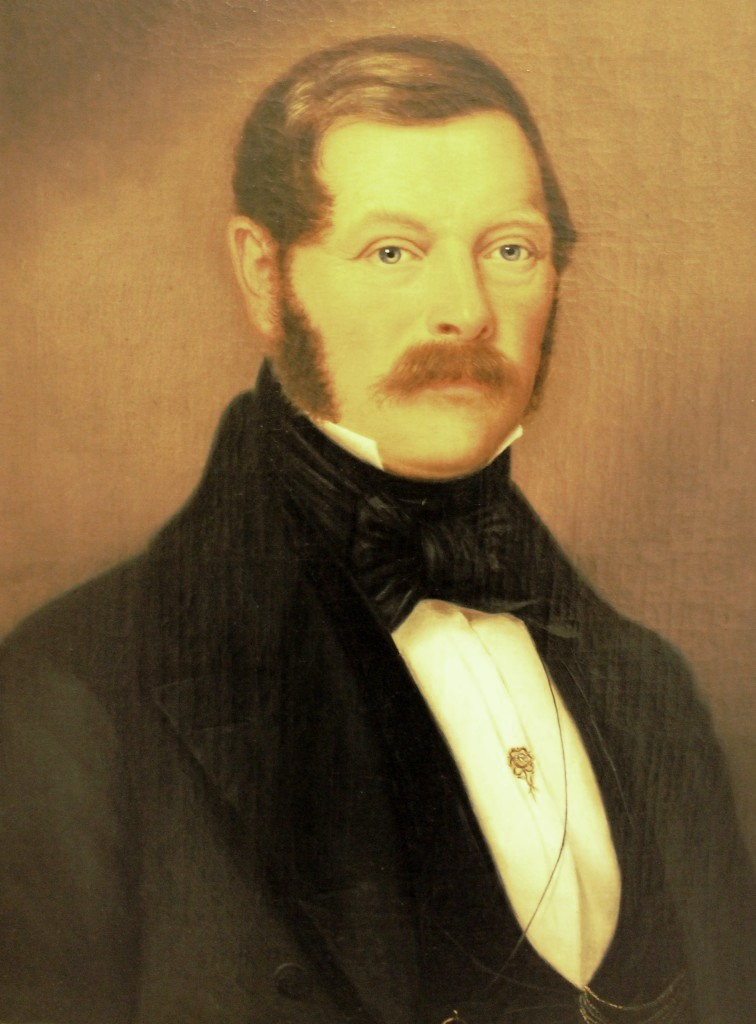
Jacobus van Ronzelen

Jacobus van Ronzelen (* 12. Juni 1800 in Amsterdam; † 30. November 1865 in Bremerhaven) war ein holländischer Wasserbauingenieur. Zu Ruhm kam er als bremischer Hafenbaudirektor und Baurat.

## Leben
Van Ronzelen war der Sohn des niederländischen Wasserbaudirektors Willem van Ronzelen. Nach seiner technischen Ausbildung an der Militärschule in Delft trat van Ronzelen 1819 als Ingenieur in den niederländischen Staatsdienst. Er sammelte seine Erfahrungen bis 1824 beim Bau des Nordhollandkanals und bei der Marineanlagen in Nieuwe Diep (Den Helder). Er wurde später als Nachfolger seines Vaters Wasserbaudirektor in Amsterdam.

### Häfen in Bremerhaven
Bremens Bürgermeister Johann Smidt beauftragte 1826 van Ronzelen mit einem Gutachten über die Anlage eines Hafens an der Geestemündung, das er 1827 vorlegte. Er wurde als Hafenbaudirektor für Bremerhaven und Baurat für das Wasser-, Deich- und Landbauwesens von Bremen angestellt. Er begann noch im selben Jahr mit dem Bau. Der Alte Hafen und die Schleuse wurden 1829/30 fertiggestellt. Mit dem Hafenbau entstand auch ein neuer Deich. Es folgte 1829 auf seine Veranlassung der Bau des klassizistischen Bremischen Amtshauses am Hafen, eine Flächennutzungsplanung von Bremerhaven, der Straßenbau nach Lehe mit der Leher Chaussee (heute oberer Teil der Hafenstraße) und der erste Bebauungsplan von 1831 mit seinem Rastersystem der Straßen.
Auch den Bau des Neuen Hafens in Bremerhaven von 1847 bis 1852 und seine Erweiterung von 1858 plante und leitete van Ronzelen.

### Andere Wasserbauten

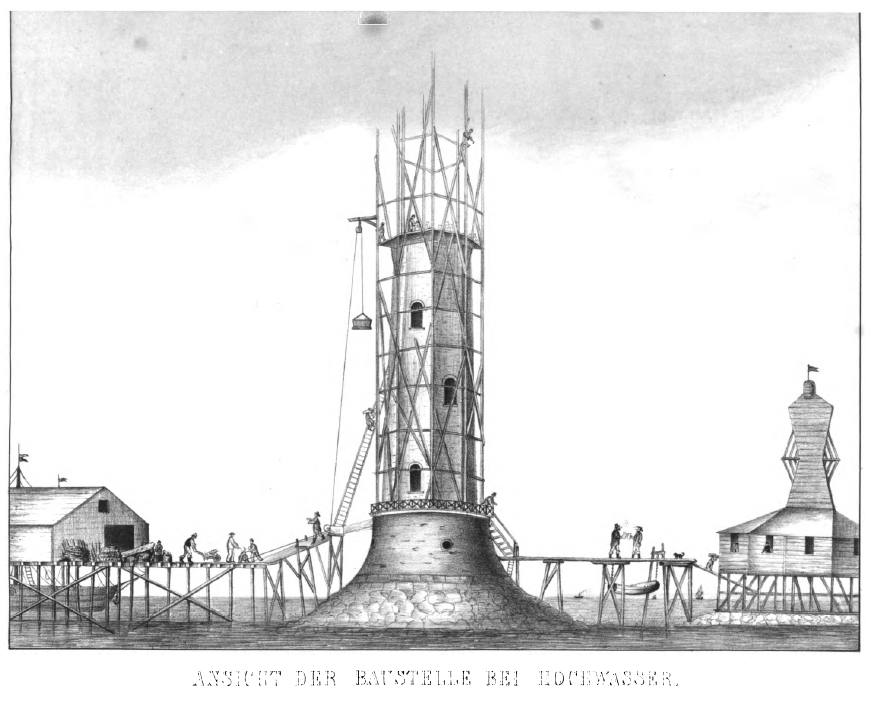
Zeichnung vom Bau des Leuchtturms Hoheweg

Unter seiner Leitung wurde der Leuchtturm Hohe Weg erbaut und 1856 in Betrieb genommen. Er war an der Planung vom Leuchtturm Norderney und an Wasserbauarbeiten in Bremen, Kiel und Cuxhaven beteiligt. Nach seinen Plänen entstanden in Kiel eine Drehbrücke und ein Trockendock in Hamburg. Darüber hinaus erarbeitete er für Preußen Küstenbefestigungspläne und Hafenbaupläne für Helgoland. Trotz mancher Kritik, die er ertragen musste, besaß van Ronzelen als Wasserbauer ein hohes internationales Ansehen.

### Grab
Er wohnte zuletzt in einem Eckhaus an der „Bürger“/Mühlenstraße, wo er mit 65 Jahren starb. Er wurde auf dem Friedhof Lehe II in Bremerhaven beigesetzt.

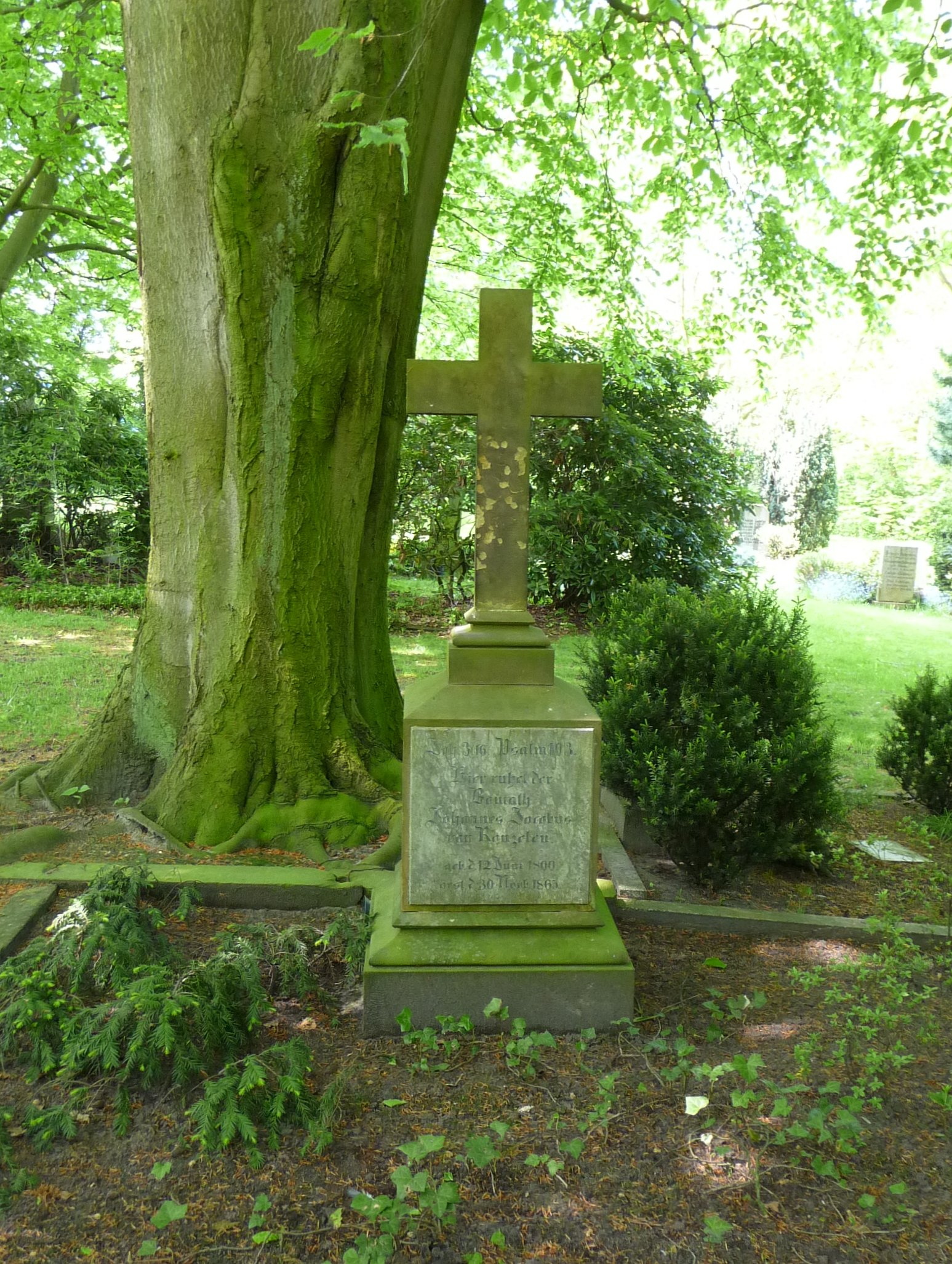
Ronzelens Grab

## Nachfahren
Van Ronzelen ist der Großvater der Psychoanalytikerin Karen Horney und der Urgroßvater der Schauspielerin Brigitte Horney.
1829 übernahm er die Patenschaft für den späteren Genre- und Freskenmaler Jacobus Johannes Bucksath (1829–1890). Eine andere Urenkelin Gertrud Brüel heiratete 1912 Waldemar Becké, den damaligen Amtmann und späteren Oberbürgermeister von Bremerhaven.

## Werke
- Beschreibung des Baues des Bremer Leuchtthurmes an der Stelle der Bremerbaake in der Wesermündung. Bremerhaven 1857.

## Ehrungen
- Van-Ronzelen-Straße in Bremerhaven
- Ronzelenstraße in Horn-Lehe, Schulzentrum